# Cesare Rossi
Cesare Rossi (né le 21 septembre 1887 à Pescia, dans la province de Pistoia, en Toscane et mort le 9 août 1967 à Rome) est une personnalité politique italienne.

## Biographie
Franc-maçon, il est membre de Grande Loge d'Italie, de Rite écossais ancien et accepté, de laquelle il se démet par une lettre datée du 18 février 1923.
Ayant d'abord milité au parti socialiste italien, Cesare Rossi rejoint par la suite le fascisme. Il fut accusé d'avoir participé à l'assassinat de Giacomo Matteotti.

## Œuvres
- Mussolini com'era. Roma, 1947
- Il tribunale speciale. Roma, 1952